# Idiomas do Festival RTP da Canção
De 1964 a 1979 todas as canções concorrentes nos Festivais da Canção foram interpretadas integralmente em português.
No Festival da Canção existiram as primeiras incursões a outros idiomas no Festival RTP da Canção 1980. A canção vencedora, "Um grande, grande amor", interpretada por José Cid tem um refrão com palavras em inglês, francês, alemão e italiano. Uma outra canção deste festival teve o seu título em inglês – "Sef made man" – interpretada pelos S.A.R.L.
Oito anos depois na Seleção Interna para a Eurovisão, Dora teve uma canção com o título em francês – "Déjà vu" – porém a escolha dos jurados recaiu em "Voltarei" também por Dora.
No Festival RTP da Canção 1990, Os Helena interpretaram a canção "Ele é um playboy", com o título em inglês.
Seis anos depois as canções que abriram e fecharam o desfile do Festival RTP da Canção 1996 tiveram os seus títulos em inglês, respetivamente "Start stop" por Vânia Marotti e "Top model (Check In, Check Out)" por João Portugal.
No Festival RTP da Canção 2001, os Euro interpretaram a canção "Amor, my love", com versos em inglês, francês, alemão e castelhano.
No Festival RTP da Canção 2006, todas as canções tiveram no final de cada uma frase em inglês com exceção dos temas interpretados por Madison Lúcia (maioritariamente em  inglês) e o das vencedoras Nonstop, cujo refrão era em inglês, respetivamente as canções "Na noite és tu e eu" e "Coisas de Nada (Gonna Make You Dance)".
No Festival RTP da Canção 2009, Luciana Abreu cantou "Juntos Vamos Conseguir (Yes We Can)", com o título em inglês e as Tayti recorreram ao italiano com a expressão que deu nome à canção "Amore mio, amore mio".
Três anos depois, em 2012 a canção interpretada por Ricardo Soler recorreu ao Latim com algumas expressões como a que deu nome ao tema, "Gratia Plena".
Também em 2014, Catarina Pereira utilizou o título da canção em latim, "Mea culpa", expressão mencionada várias vezes ao longo da canção.
Em 2017, passou a ser livre o idioma em que a canção poderia ser interpretada, tendo havido nessa edição um total de 3 músicas interpretadas noutra língua sem ser o português: "Without You", "My Paradise" e "Don't Walk Away", todas interpretadas em inglês.
Em 2018, surgiu aquela que é a canção mais multilingue da história, "Patati Patata", de Minnie & Rhayra, interpretada em português, crioulo cabo-verdiano, inglês, francês, alemão, castelhano, russo, japonês e italiano.
Em 2021, pela primeira vez, o Festival da Canção foi vencido por uma canção interpretado totalmente em inglês, "Love is on My Side" dos The Black Mamba.

## Primeira aparição de idiomas
Esta é uma lista com todos os idiomas que passaram no Festival RTP da Canção.
| # | Idioma                            | Primeira apreciação | Primeiro cantor    | Primeira canção          | Nº de vezes ouvida(a) |
| - | --------------------------------- | ------------------- | ------------------ | ------------------------ | --------------------- |
| 1 | Português                         | 1964                | António Calvário   | "Oração"                 | 531                   |
| – | palavras em inglês                | 1980                | José Cid           | "Um grande, grande amor" | (b)                   |
| – | palavras em italiano              | 1980                | José Cid           | "Um grande, grande amor" | 3                     |
| – | palavras em francês               | 1980                | José Cid           | "Um grande, grande amor" | 4                     |
| – | palavras em alemão                | 1980                | José Cid           | "Um grande, grande amor" | 3                     |
| – | palavras em castelhano            | 2001                | Euro               | "Amor, my love"          | 2                     |
| 2 | Inglês                            | 2005                | 2B                 | "Amar"                   | 36                    |
| – | palavras em latim                 | 2012                | Ricardo Soler      | "Gratia Plena"           | 2                     |
| – | palavras em russo                 | 2018                | Minnie & Rhayra    | "Patati Patata"          | 1                     |
| – | palavras em crioulo cabo-verdiano | 2018                | Minnie & Rhayra    | "Patati Patata"          | 1                     |
| – | palavras em japonês               | 2018                | Minnie & Rhayra    | "Patati Patata"          | 1                     |
| – | palavras em sueco                 | 2022                | Inês Homem de Melo | "Fome de Viagem"         | 1                     |

Notas:
↑(a)  Inclui também músicas que foram interpretadas parcialmente ou só continham algumas palavras no idioma em questão.
↑(b)  Ver número 2.

## Vencedores por idioma
Até 2006 (em 2005 realizou-se uma seleção interna), as canções vencedoras foram todas interpretadas em português (à exceção de "Um grande, grande amor" que foi interpretado inteiramente em português, com versos em inglês, francês, alemão e italiano. Em 2006, as canções foram interpretadas parte em português, parte em inglês. Essa regra só esteve em vigor nesse ano. Em 2017, foi dada liberdade aos participantes para cantarem em qualquer língua. Em 2021, pela primeira vez, o Festival foi vencido por uma canção interpretado totalmente em inglês, "Love is on My Side" dos The Black Mamba.
| Vitórias | Idioma    | Anos |
| -------- | --------- | --- |
| 56       | Português | 1964, 1965, 1966, 1967, 1968, 1969, 1970, 1971, 1972, 1973, 1974, 1975, 1976, 1977, 1978, 1979, 1980, 1981, 1982, 1983, 1984, 1985, 1986, 1987, 1988, 1989, 1990, 1991, 1992, 1993, 1994, 1995, 1996, 1997, 1998, 1999, 2000, 2001, 2003, 2004, 2005, 2006, 2007, 2008, 2009, 2010, 2011, 2012, 2014, 2015, 2017, 2018, 2019, 2020, 2022, 2023 |
| 5        | Inglês    | 1980, 2005, 2006, 2021, 2022 |
| 1        | Italiano  | 1980 |
| 1        | Francês   | 1980 |
| 1        | Alemão    | 1980 |